# Elfrida d'Inghilterra
Elfrida d'Inghilterra (Wessex, 945 circa – Wherwell, 1000 o 1001) fu la seconda o la terza moglie di Edgardo d'Inghilterra ed essa fu la prima moglie di re ad essere consacrata e incoronata quale Regina del Regno d'Inghilterra. Madre di Etelredo II d'Inghilterra fu una figura di discreto rilievo politico, tuttavia la sua presunta implicazione alla morte del figliastro Edoardo il Martire le procurò la fama della tipica regina e matrigna cattiva di molte storie medioevali.

## La moglie desiderata
Elfrida nacque attorno al 945 dall'Ealdorman Ordgar (morto 971) e di una donna non identificata membro della casa di Wessex, il suo luogo di nascita è probabilmente il Regno del Wessex visto che i domini del padre risiedevano nella sua parte occidentale. Alla morte suo padre venne sepolto presso Exeter e suo fratello Ordwulf fondò, o rifondò, l'abbazia di Tavistock, nel Devonshire.
Elfrida contrasse un primo matrimonio con Æthelwald, Ealdorman dell'Anglia orientale, figlio di tale Æthelstan (morto dopo il 957), che raggiunse un certo potere grazie a Edoardo il Vecchio. Questa parentela viene proposta dal cronacotecario Byrhtferth nell'opera che scrisse sulla vita di Oswald di Worcester, esistono altre teorie, fra cui alcune riportate da Guglielmo di Malmesbury che riportano dettagli quanto vividi quanto difficilmente verificabili.
Secondo Guglielmo Edgar era in cerca di una moglie e per questo mandò Æthelwald a vedere Elfrida e a chiedere di sposarlo nel caso la sua bellezza fosse pari alla sua fama, Elfrida era davvero molto bella e fu lo stesso Æthelwald a prenderla in moglie riferendo al re che ella era assolutamente inadatta. Quando a Edgardo venne riferito l'arcano decise di ripagare Æthelwald con la stessa moneta e lo avvisò che sarebbe andato a far visita a questa povera donna, egli ne fu giustamente allarmato e ordinò alla moglie di rendersi quanto più brutta possibile per la visita del re, ma Elfrida oppose un rifiuto. Si dice che quando la vide Edgardo ne venne stregato e uccise Æthelwald durante una battuta di caccia.
Le fonti non citano con certezza ne l'anno esatto ne il modo in cui Æthelwald venne assassinato, di lui ed Elfrida non si conoscono figli.

## La regina
Al tempo del suo matrimonio con Elfrida Edgardo aveva già due figli di incerta legittimità, Edoardo, di maternità incerta, ed Editta di Wilton figlia di una certa Wilfrida. Ragioni di ordine politico rendevano sconsigliabile il matrimonio fra Edgardo ed Elfrida, il primo infatti aveva la propria base di potere nel Regno di Mercia, mentre la famiglia della seconda era maggiormente radicata nel Wessex. Altra ragione che osteggiava le nozze erano le sue relazioni di Elfrida sia con il suo primo suocero, Æthelstan, sia con Ælfhere, Ealdorman di Mercia, entrambi influenti nobili merciani.
In ogni caso Edgardo ed Elfrida si sposarono fra il 964 e il 965, nel 966 ella partorì il primo figlio, Edmund, che morì nel 970 a soli quattro anni. Sempre nel 966 in un documento stilato da Edgardo in cui si riconfermavano i privilegi all'abbazia di New Minster presso Winchester Edmund viene citato come clito legitimus (il legittimo Aetheling) ed appare prima del fratellastro maggiore Edoardo nella lista dei testimoni.
Come detto Edmund morì quattro anni dopo, ma nel 968 Elfrida aveva partorito un altro figlio Etelredo.
Edgardo organizzò una propria seconda incoronazione a Bath l'11 maggio 973, occasione in cui venne incoronata anche Elfrida, forse per meglio sostenere la propria pretesa a essere considerato re di tutta la Britannia. L'incoronazione di cui beneficò Elfrida la collocò a uno status, con relativi privilegi, che le sue precedentrici in tempi relativamente recenti non avevano conosciuto. L'unico modello di incoronazione per una regina che si aveva a disposizione era quello di Judith delle Fiandre, che tuttavia aveva avuto luogo fuori dall'Inghilterra, in occasione del suo matrimonio con Etelvulfo del Wessex più di un secolo prima. Il nuovo rito pose l'accento sul suo preminente ruolo di protettrice dei conventi e della religione nel territorio del regno, Elfrida parve prendere sul serio il proprio ruolo e si preoccupò del benessere delle case religiose e quale supervisore dell'Abbazia di Barking in un'occasione rimosse e poi reinstallò la badessa.
Elfrida giocò anche il ruolo della forespeca (patrocinatrice) in almeno sette casi di ordine legale, come tale ella giocò un certo ruolo nella formazione del sistema legale anglosassone quale mediatrice fra gli uomini e la corona. La sua azione in questa veste fu spesa per lo più a favore di donne coinvolte nelle contese e il suo ruolo di mediatrice mostrò la possibilità che le donne avevano di detenere un minimo di potere legale e politico nell'Inghilterra del tempo.
Edgardo morì nel 975 lasciando due figli maschi, Edoardo ed Etelredo, il primo di circa tredici anni e l'altro di circa sette. Edoardo era sicuramente più adulto del fratellastro e la sua ascesa al trono ebbe successo anche per il supporto di alcune figure centrali della politica dell'epoca come Dunstano di Canterbury e Oswald di Worcester e di Æthelwine, Ealdorman dell'East Anglia (morto nel 992), fratello del primo marito di Elfrida. Ad appoggiare la candidatura di Etelredo come re furono sua madre, il vescovo Æthelwold di Winchester ed Ælfhere, Ealdorman di Mercia.
Il regno di Edoardo fu breve, nel 978 mentre visitava la madre al castello di Corfe fu assassinato da alcuni servi di Elfrida lasciando campo libero al decenne fratellastro Etelredo che divenne Etelredo II d'Inghilterra. Edoardo divenne presto noto come Edoardo il Martire e molte delle cronache posteriori incolpano Elfrida se non dell'atto in sé quantomeno del suo concepimento. Man mano che il culto intorno alla sua figura cresceva si sviluppava anche una nutrita letteratura sul suo omicidio e sempre Elfrida venne indicata come una delle figure centrali che condussero alla sua morte.
Secondo il Liber Eliensis, una cronaca del XII secolo, Elfrida sarebbe addirittura stata una strega e sosteneva che ella non avesse ucciso solo il figliastro, ma anche Brihtnoth Abate di Ely.
Storicamente l'implicazione di Elfrida non è sostenuta da alcuna prova certa, tuttavia non esistono nemmeno prove inconfutabili della sua estraneità ai fatti.
Poiché Etelredo era molto giovane fu Elfrida ad esercitare il ruolo di reggente fino a che egli non divenne maggiorenne nel 984, in quell'epoca tutti gli alleati politici di Elfrida erano morti e il giovane re rifiutò di affidarsi ai vecchi consiglieri graditi alla madre preferendo un gruppo di nobili più giovani.
Per dieci anni circa dal 983 al 993 Elfrida sparisce dai testimoni dei documenti per riapparirvi soltanto in una posizione molto più bassa di quella detenuta in precedenza, tuttavia ella conservò una certa importanza essendo stata responsabile della cura dei figli che Etelredo ebbe dalla prima moglie Ælfgifu di York.
Il primogenito di Etelredo, Æthelstan Ætheling (980circa-dopo o attorno al 25 giugno 1014), pregava per l'anima della nonna Elfrida che lo aveva allevato nel testamento che redasse nel 1014.
Nonostante la reputazione danneggiata per l'implicazione nell'omicidio del figliastro Elfrida fu anche una donna religiosa, specie negli anni in cui fu regina.
Attorno al 986 fondò l'abbazia di Wherwell, presso l'omonimo villaggio, dove andò a ritirarsi negli ultimi anni di vita e ove morì fra il 1000 e il 1001.